# Tissø Pastorat
Tissø Pastorat er et pastorat i Kalundborg Provsti, Roskilde Stift med de tre sogne:
- Sæby Sogn
- Hallenslev Sogn
- Buerup Sogn

I pastoratet er der tre kirker
- Sæby Kirke
- Hallenslev Kirke
- Buerup Kirke